# Тей культура
Тей культура — археологічна культура епохи середньої бронзової доби.
Датована 1600—1200 до РХ.
Була поширена на території Румунії в Мунтянії (Волощина) і Західній Добруджі. Названа за поселенням, розкопаному на озері Тей (Tei) біля Бухареста.
Представлена недовговічними поселеннями з легкими наземними житлами з тину, іноді обмазаного глиною. На деяких поселеннях зустрічаються зольники з костями тварин, керамікою, знаряддями праці й побутових предметів. Знайдені також бронзові підвіски, привізний мікенський меч, глиняні прясельця й грузила для ткацьких верстатів. Характерна кераміка — чорні лощені миски, чашки з ручками й більші посудини для припасів. Орнамент шнуровий, рельєфний і поглиблений, пізніше — спіральний і меандровий.
Заняття населення — напівкочове випасне господарство й, можливо, примітивне землеробство.